# 科隆省 (巴拿馬)
科隆省 （西班牙語：Provincia de Colón）是巴拿馬的一個省，位於該國中部，面向加勒比海。面積4,868平方公里，2006年估計人口235,299人。省会为科隆。
下分5縣、40市。